# INS Viraat (R22)
INS Viraat (R22) (v sanskrtu „obr“) byla letadlová loď britské třídy Centaur provozovaná v letech 1987–2017 indickým námořnictvem. Jejím první uživatelem bylo britské královské námořnictvo, které ji provozovalo v letech 1959–1984 jako HMS Hermes (R12). Nejdůležitější operací, které se loď účastnila, byla falklandská válka, ve které byl vlajkovou lodí úderné flotily Royal Navy. Po válce sloužila jen krátce, roku 1984 byla vyřazena z aktivní služby a roku 1986 prodána Indii. Indické námořnictvo plavidlo provozovalo od 15. února 1989 do 6. března 2017. Ve své době se jednalo o největší válečnou loď indického námořnictva.

## Stavba

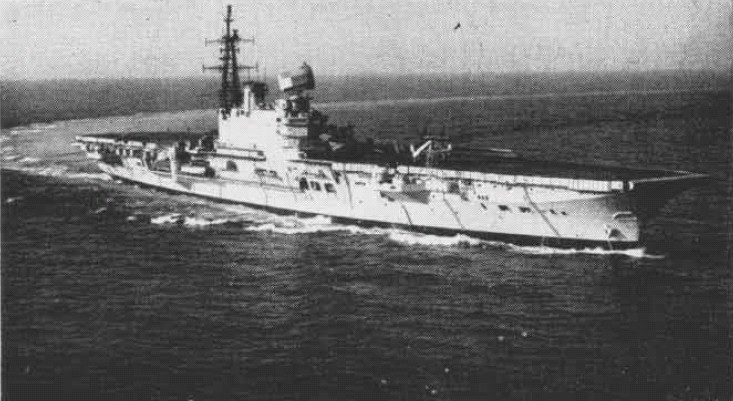
HMS Hermes v roce 1962

Za druhé světové války byla objednána stavba osmi středních letadlových lodí třídy Centaur. Po jejím skončení byl jejich počet snížen na čtyři. Čtvrtou jednotku Hermes postavila britská loděnice Vickers-Armstrongs v Barrow-in-Furness. Kýl byl založen 21. června 1944 a, na vodu byla loď spuštěna 16. února 1953 a do služby byla přijata 18. listopadu 1959. Kvůli změnám v projektu a dalším úpravám provedeným až během dokončování plavidla byla loď, oproti svým třem sesterským lodím, dokončena s pětiletým zpožděním. Mezi hlavní změny patřila instalace úhlové paluby s novými parními katapulty. Předem totiž bylo počítáno s provozem proudových palubních letounů.

## Konstrukce

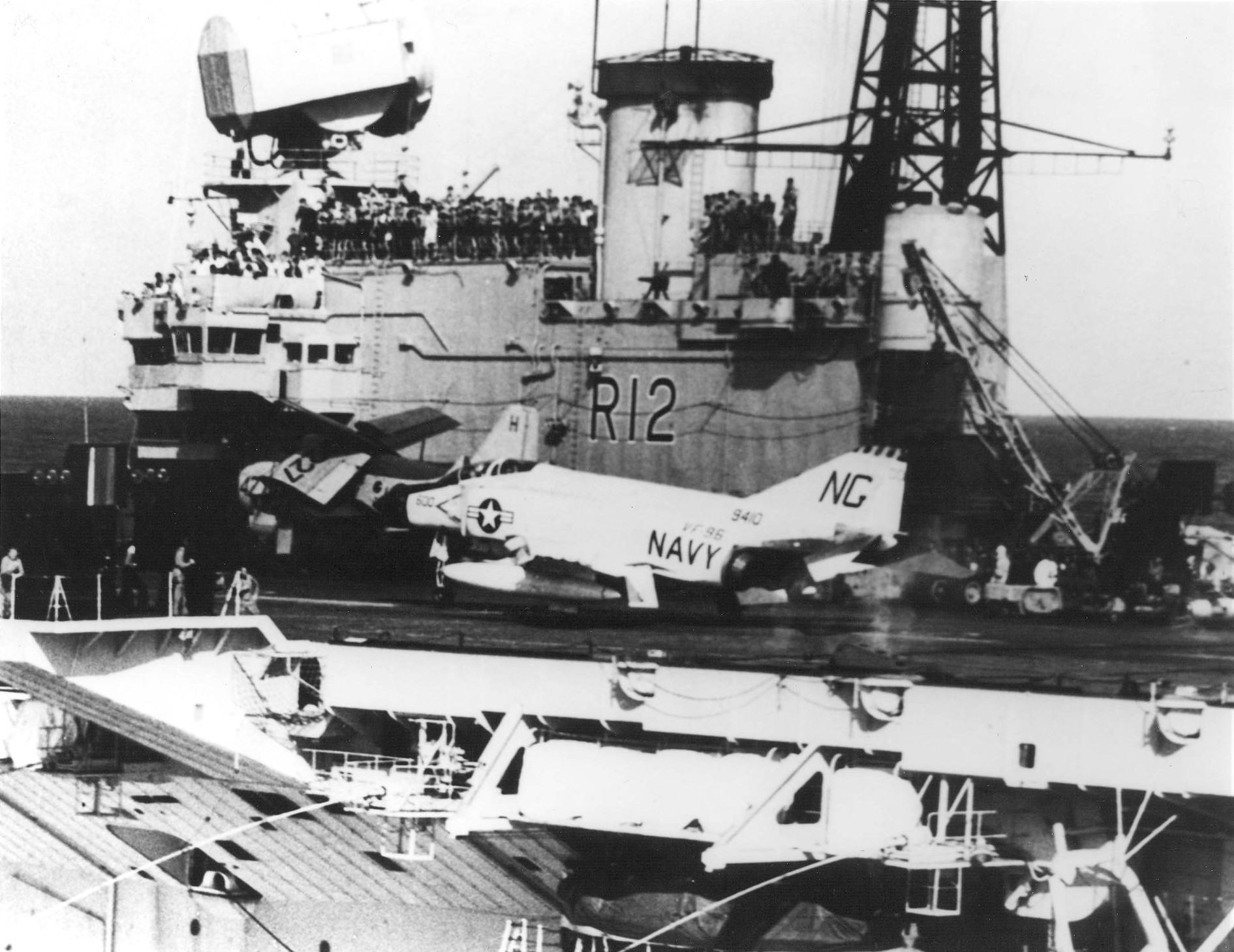
Detail velitelského ostrova Hermes v roce 1963. Na palubě je americká stíhačka F-4B Phantom. Zkoušky však ukázaly, že pro provoz těchto strojů je letadlová loď Hermes moc malá.

Plavidlo bylo vybaveno 13 mm silnou úhlovou palubou s vyosením 6,5 stupně a dvěma parními katapulty typu BS4. Pancíř o síle 25,4–50,8 mm kryl muniční sklady, strojovny a kotelny. Plavidlo bylo po dokončení vyzbrojeno deseti 40mm kanóny Bofors ve dvoudělových postaveních (v letech 1964–1966 byly nahrazeny dvěma čtyřnásobnými protiletadlovými raketovými komplety Sea Cat). Nesené letouny a vrtulníky byly uskladněny v jednom hangáru. Po dokončení měla loď nést 17 stíhacích bombardérů (Scimitar a Sea Vixen, později Buccaneer), dále osm protiponorkových strojů (letadla Gannet, nebo vrtulníky), čtyři letouny včané výstrahy (Skyraider AEW Mk.1, nebo Gannet AEW.3) a čtyři záchranné vrtulníky. Pohonný systém tvořily čtyři kotle a dvě parní turbíny Parsons o výkonu 76 000 shp. Nejvyšší rychlost dosahovala 28 uzlů.

### Modernizace

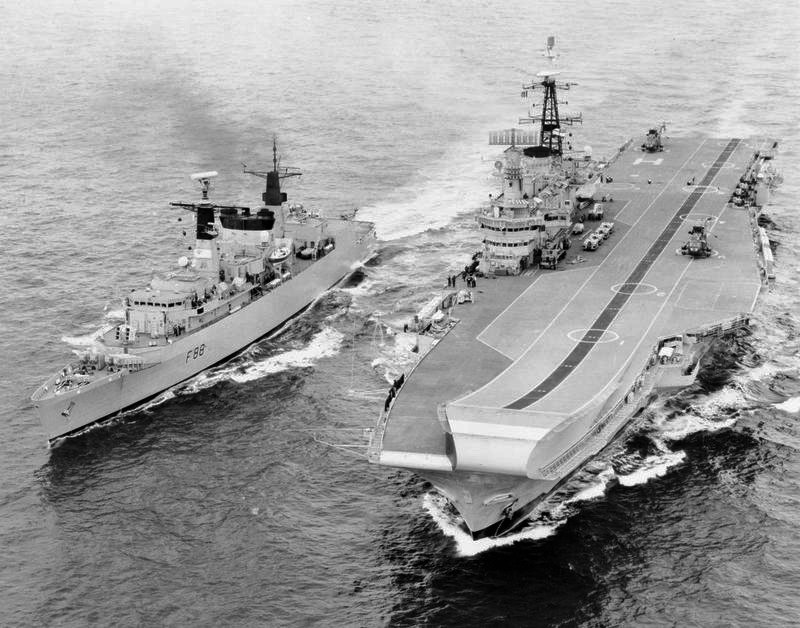
Fregata HMS Broadsword a modernizovaná letadlová loď Hermes v roce 1982

V letech 1971–1973 byla loď v Devonportu přestavěna na nosič vrtulníků pro výsadky speciálních sil. Odstraněny byly katapulty a další zařízení pro provoz palubních letounů. Naopak byly rozšířeny sklady a kajuty pro ubytování praporu vojáků. Nové letecké křídlo tvořily čtyři vrtulníky Wessex a 10 vrtulníků Sea King.
Priority námořnictva se však brzy změnily a Hermes měla být modifikována na protiponorkovou letadlovou loď. Roku 1976 začaly úpravy plavidla, na které se měly vrátit palubní letouny a v letech 1980–1981 byla loď přestavěna na nosič kolmostartujících stíhacích bombardérů Sea Harrier Mk.I. Jejich start usnadňoval 12stupňový skokanský můstek na přídi plavidla. Letecké křídlo následně tvořil mix letounů Sea Harrier a vrtulníků Sea King.

## Operační služba

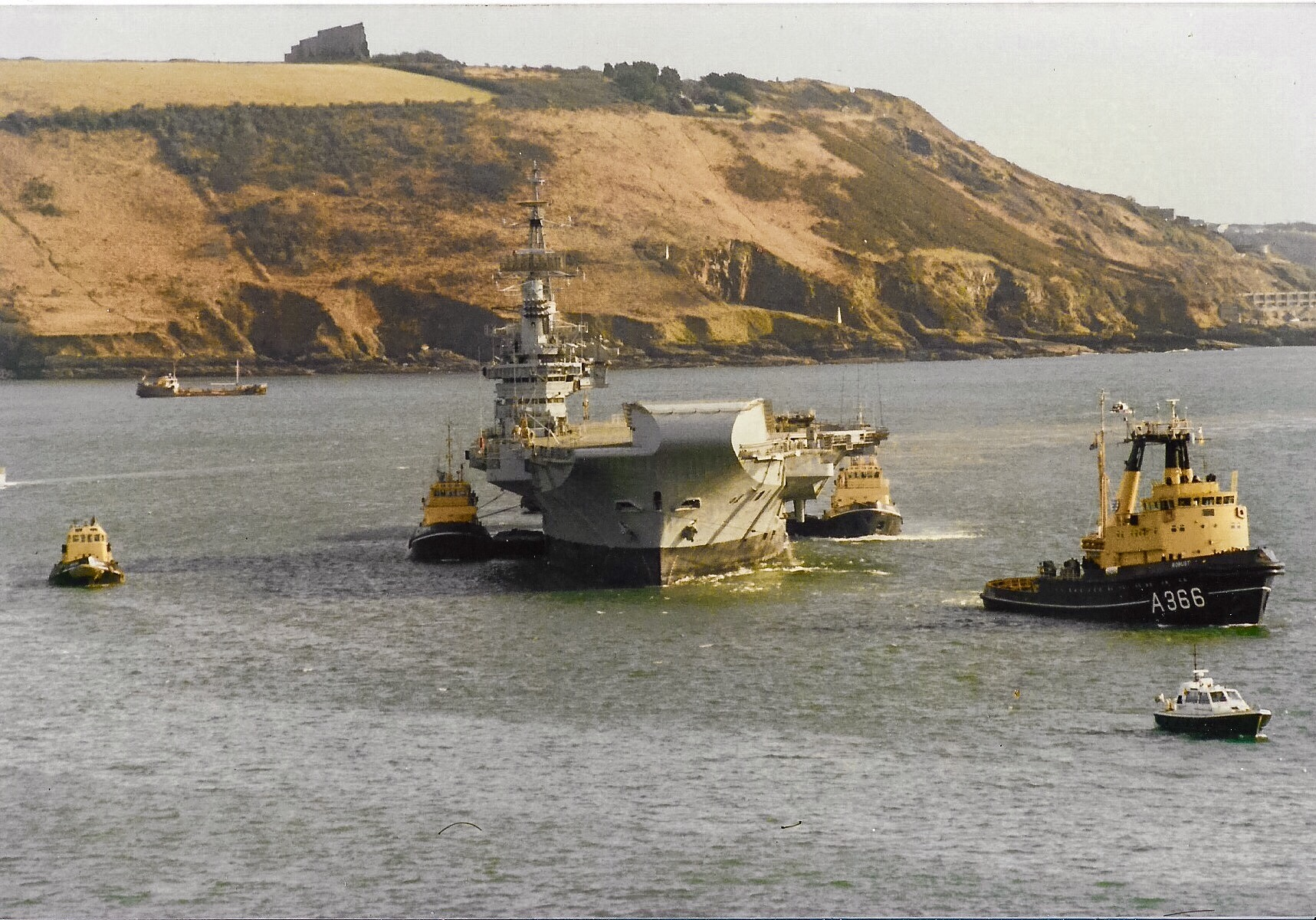
Vyřazený Hermes je roku 1986 vlečen do Devonportu k modernizaci pro indické námořnictvo

### Royal Navy
V letech 1977–1978 Hermes sloužil pro zkoušky letounů Sea Harrier Mk.I. V době vypuknutí falklandské války byl kvůli finančním škrtům připravován na vyřazení. Tyto plány byly odloženy a Hermes se stal vlajkovou lodí britských sil vyslaných do Jižního Atlantiku s cílem ostrovy získat zpět. Složení leteckého křídla se během války měnilo. Například v květnu 1982 loď nesla 15 námořních Sea Harrierů Mk.1, pět Harrierů GR.3 Royal Air Force, šest vrtulníků Sea King, dva vrtulníky Lynx a jeden Wessex. Na palubě byli též příslušníci SAS a Royal Marines. Po válce Hermes sloužil jen krátce a roku 1984 byl vyřazen.

### Indické námořnictvo

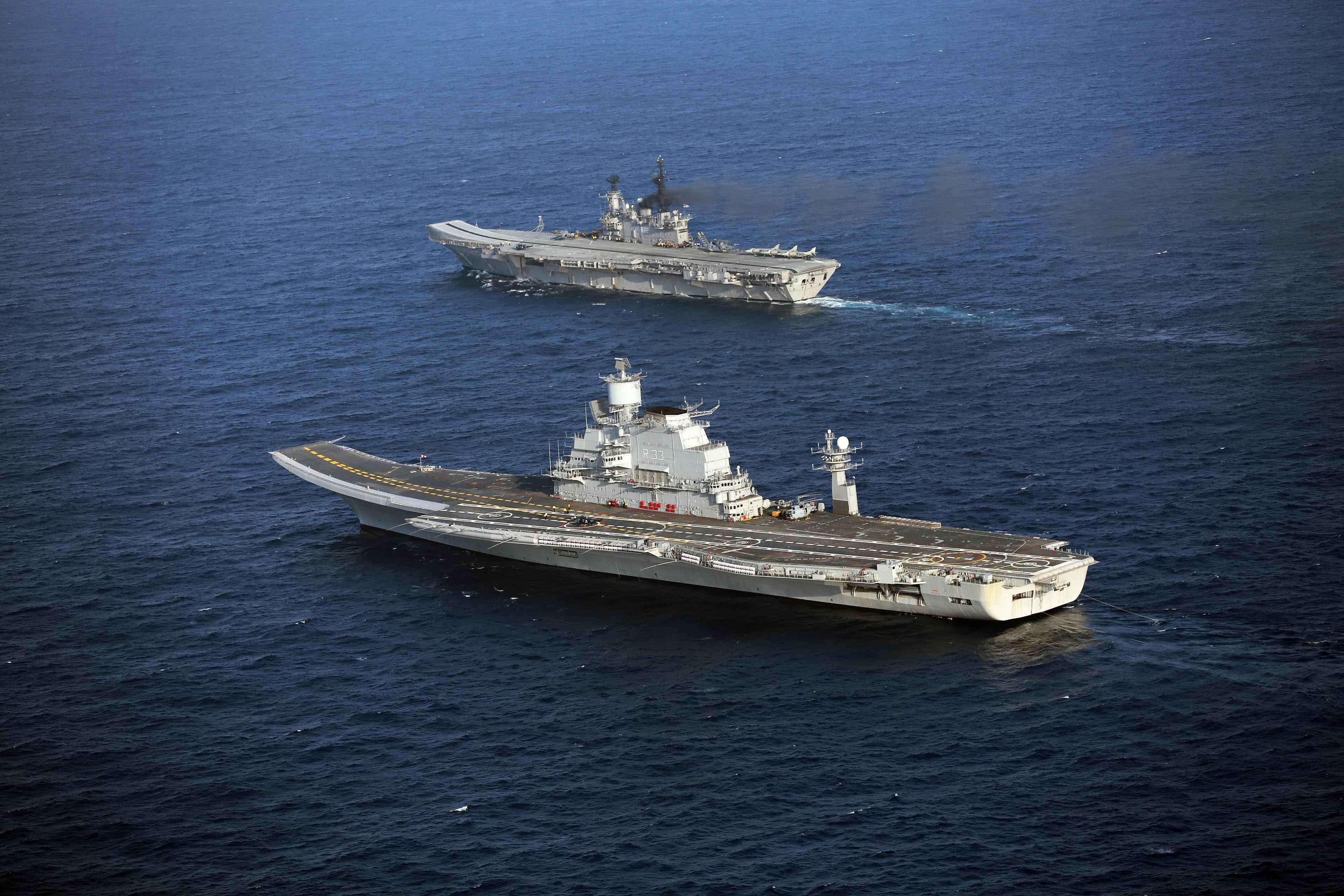
Viraat doprovází novou indickou letadlovou loď INS Vikramaditya

Dne 22. dubna 1986 Hermes zakoupila Indie pro své námořnictvo. Plavidlo bylo nejprve odesláno na základnu HMNB Devonport k modernizaci. Loď dostala nový systém řízení palby, nové radary, vylepšenou ochranu proti zbraním hromadného ničení a vylepšeno bylo i řešení letové paluby. Opravené plavidlo bylo do služby zařazeno 15. února 1989. Obvykle neslo 12 stíhacích bombardérů Sea Harrier a sedm až 12 vrtulníků Sea King. Zároveň mohlo přepravovat útočné komando o síle 750 mužů, pro jejichž výsadek neslo čtyři lehké pěchotní vyloďovací čluny LCVP.
Roku 1995 byly odstraněny střely Sea Cat a naopak instalovány izraelské systémy elektronického boje. V polovině roku 2003 byly na loď instalovány izraelské protiletecké střely Barak 1. V srpnu 2009 byla dokončena roční generálka a modernizace plavidla v loděnici Cochin Shipyard. Od listopadu 2012 proběhla v loděnici Cochin další oprava plavidla, trup byl zbaven rzi, starých nátěrů a opatřen novou povrchovou úpravou.